# Тактаров Олег Миколайович
Олег Миколайович Тактаров (нар. 26 серпня 1967, Арзамас-16, Горьковська область, РРФСР, СРСР) — російський і американський спортсмен, актор, телеведучий, кінопродюсер, режисер, громадський діяч. Чемпіон світу зі змішаних бойових мистецтв (UFC 6, 14 липня 1995 року) та призер багатьох спортивних турнірів і змагань. Виступав під псевдонімом «Російський ведмідь» (англ. «The Russian Bear»).
Провівши двадцять чотири бої зі змішаних єдиноборств на рингах США і Японії, Тактаров отримав широку популярність, в першу чергу завдяки своїй перемозі на шостому турнірі «Ultimate Fighting Championship» (UFC) у 1995 році. На ринзі (або в клітці) боєць вирізнявся спокоєм і майстерністю захоплень та больових прийомів.

## Біографія
Народився 26 серпня 1967 року в закритому радянському місті Арзамас-16 Горьковської області (нині — місто Саров, Нижегородська області), в сім'ї службовців.

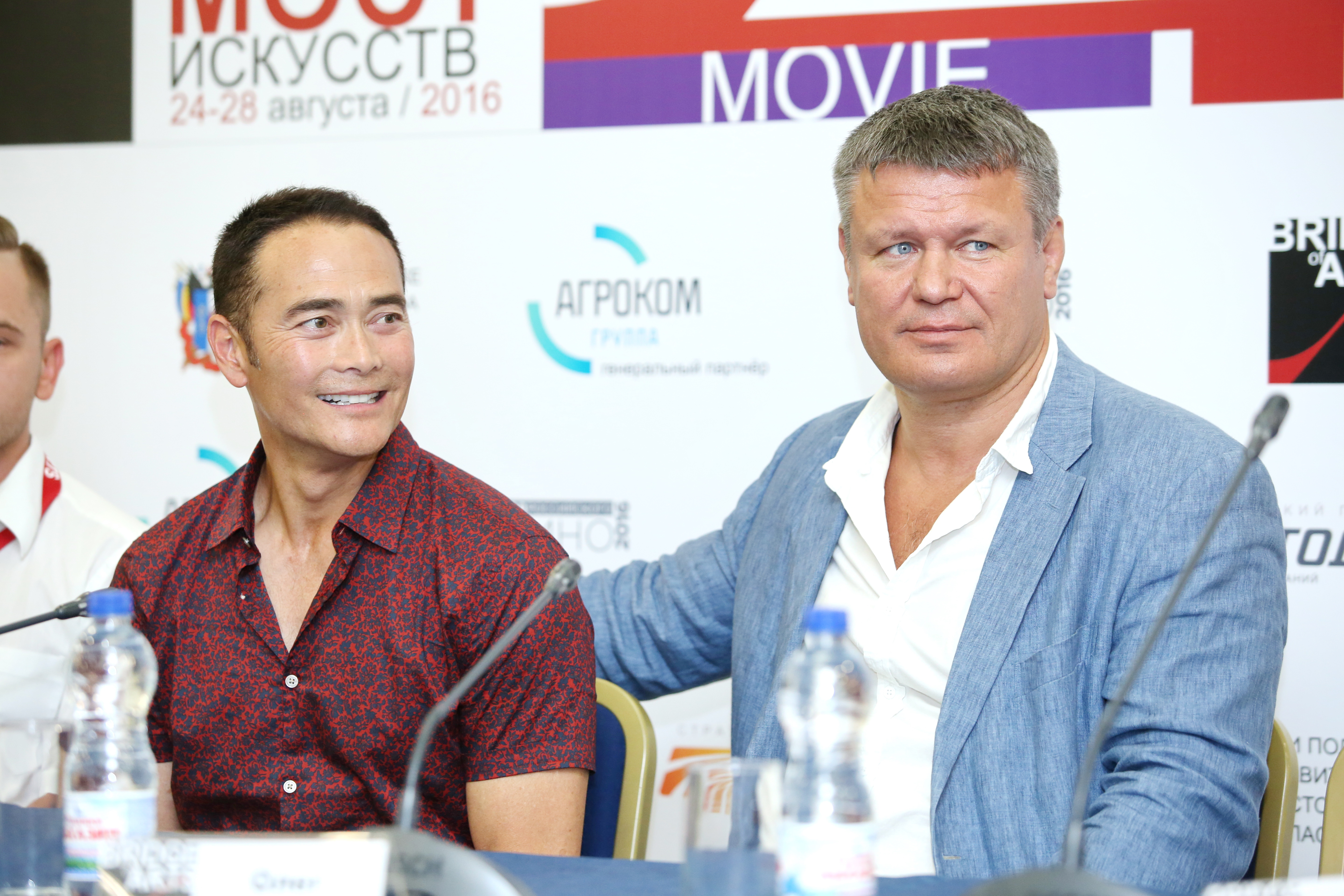
Марк Дакаскос і Олег Тактаров

Батько Олега, Микола Тактаров — в минулому військовослужбовець, що має високий розряд з боксу. Спостерігаючи за тим, як син з раннього дитинства захоплювався пригодницькими книгами і мріяв стати актором, але в протистояннях з однокласниками не міг постояти за себе, батько вирішив віддати його в спортивну секцію самбо та дзюдо під керівництвом досвідченого тренера Віталія Карловича Михайлова в місцевій школі. Олег тренувався з великим запалом, виступав на різних змаганнях. Тренер бачив у своєму вихованцеві великий потенціал, вірив у його здібності і висловлював припущення про те, що Олега чекає майбутнє «світового чемпіона».
Після закінчення середньої школи Олег Тактаров відслужив два роки в лавах радянської армії: спочатку — у спортивній роті, а потім — у військах ППО.
У 1990 році виконав норматив майстра спорту СРСР з самбо.
Був інструктором по бойовим мистецтвам у структурі КДБ СРСР.
У 1993 році переміг у турнірі «Білий дракон» зі змішаних єдиноборств серед любителів (не професіоналів), який проходив у Ризі (Латвія).
На змаганнях його помітили американські скаути і запросили взяти участь у професійних боях у їхній країні.
Був неодноразовим чемпіоном турнірів Росії і Євразії з японського мистецтва рукопашного бою — джіу-джитсу.
З 1990 по 1994 роки успішно займався бізнесом у Росії, керував великою компанією, про що в 2008 році докладно розповів у своїй автобіографічній книзі «Перемога не за всяку ціну, або Up.To the top».
У 1994 році виїхав до США займатися професійним спортом з метою заробити гроші для здійснення своєї давньої мрії — зніматися в голлівудському кіно.
В 1996 році вступив в одну з найпрестижніших американських акторських театральних академій «Playhouse West» в Голлівуді (р. Лос-Анджелес, штат Каліфорнія, США), в якій навчався шість років, одночасно займаючись спортивною кар'єрою і знімаючись у кіно (з 1997 року).

### Спортивна кар'єра

#### Виступи в «Ultimate Fighting Championship» (UFC)
7 квітня 1995 року Тактаров дебютував у «Ultimate Fighting Championship» (UFC) на турнірі UFC 5, проведеному в американському місті Шарлотт, штат Північна Кароліна, виступаючи під псевдонімом The Russian Bear (з англ. — «Російський ведмідь»). Індустрія MMA тоді тільки зароджувалася, і часто турніри представляли собою поєдинки бійців, що представляють лише один стиль. Тактаров був представником самбо. Незважаючи на травму коліна, він успішно провів перший бій, перемігши задушливим прийомом. Другий бій був зупинений через розсічення Тактарова, і перемога присуджена Дену Северну. За словами Тактарова, він був готовий продовжувати бій.
У липні 1995 року Тактаров взяв участь у наступному турнірі UFC 6. У півфіналі він здобув одну з найшвидших перемог в історії, провівши задушливий прийом «гільйотина» на 9-й секунді. Деякі вважають, що бій був спланований заздалегідь, бо Олег і його супротивник мали одного менеджера. У 2020 році Тактаров зізнався, що його бій із Ентоні Масіасом був договірним.
Фінальний поєдинок проти Девіда «Танка» Еббота тривав 17 хвилин і закінчився перемогою Тактарова задушенням ззаду. Це принесло Тактарову чемпіонський титул, незважаючи на те, що він не володів постійним чемпіонським поясом UFC.
На турнірі UFC 7, який проходив у вересні 1995 року, Тактаров боровся за титул чемпіона проти Кена Шемрока. 30-хвилинний бій не виявив переможця, додані 3 хвилини — теж. Бій закінчився нічиєю.
16 грудня 1995 року Тактаров узяв участь у турнірі «The Ultimate Ultimate», що зібрав кращих бійців року в UFC. У фіналі він знову зустрівся з Деном Северном і по закінченні 30-хвилинного поєдинку програв одноголосним рішенням суддів. Після цього Тактаров покинув UFC.
21 листопада 2003 року на турнірі UFC 45 було проведено опитування серед уболівальників для визначення найпопулярніших бійців в історії UFC. За результатами опитування Олег Тактаров увійшов у першу десятку.

#### Після відходу з UFC
Після відходу з UFC Тактаров брав участь у турнірі «Вале Тудо», а на «Martial Arts Reality Superfighting» (MARS) зустрівся з представником сім'ї Грейсі — Рензо Грейсі (Renzo Gracie).
Під час бою Рензо опинився на спині, пропонуючи Олегу зайняти захисну позицію «гард». Намагаючись захопити ногу для проведення больового прийому, Тактаров пропустив удар нею в голову і звалився з ніг. Рензо тут же завдав нищівного удару кулаком в обличчя Олега. Рефері зупинив бій, зафіксувавши нокаут.
Олег Тактаров узяв участь у першому шоу «Pride Fighting Championships», що відбувся 11 жовтня 1997 року. Він зустрівся з канадським ветераном UFC Гарі Гудріджем. Олег вигравав бій, в цілому, але в один момент Гудрідж завдав сильний правий хук по голові Олега, внаслідок чого Тактаров потрапив у важкий нокаут. Роки по тому Тактаров, згадуючи поразку, зазначав явну залежність Гудріджа від анаболічних стероїдів. За твердженням Олега, в той момент Гудрідж перебував на піку стероїдного циклу.
Після проведеного в 2001 році поєдинку Олег не брав участі в професійних боях аж до 2007 року, коли він оголосив про своє бажання повернутися і взяв участь у турнірі «BodogFIGHT: USA vs. Russia». На ньому він переміг американця Джона Марша (John Marsh) важелем коліна у другому раунді.
У 2008 році на турнірі під егідою «YAMMA Pit Fighting» відбувся останній бій Олега, проведений проти американця Марка Керра (Mark Kerr), який Тактаров виграв важелем коліна.
26 березня 2012 року Олег Тактаров спільно з групою однодумців (Ришатом Саяповим, Сергієм Шостаковим і Олегом Рожкевичем) заснував і очолював (з дня заснування до 10 червня 2016 року) Загальноросійську фізкультурно-спортивну громадську організацію «Федерація змішаних бойових мистецтв Росії».

#### Статистика спортивних боїв
| Бій     | Результат | Суперник           | Спосіб                                       | Турнір (місце проведення)          | Дата проведення | Раунд | Час    |
| ------- | --------- | ------------------ | -------------------------------------------- | ---------------------------------- | --------------- | ----- | ------ |
| 24      | Перемога  | Марк Керр          | Больовий прийом (важіль коліна)              | YAMMA Pit Fighting                 | 2008-04-11      | 1     | 1: 55  |
| 23      | Перемога  | Джон Марш          | Больовий прийом (важіль коліна)              | BodogFIGHT: USA vs. Russia         | 2007-11-30      | 2     | 0: 33  |
| Телешоу | Перемога  | Дольф Лундгрен     | Одностайне рішення суддів                    | «Король рингу», Москва             | 2007-06-10      | 5     | 7: 30  |
| 22      | Перемога  | Аарон Салінас      | Больовий прийом (важіль ліктя)               | TK — Total Kombat                  | 2001-05-13      | 1     | 1: 24  |
| 21      | Перемога  | Моті Хоренштейн    | Больовий прийом (важіль коліна)              | National Freesparring              | 1998-02-22      | 1     | 3: 24  |
| 20      | Перемога  | Мік Тірні          | Больовий прийом (важіль коліна)              | National Freesparring              | 1998-02-21      | 1     | 3: 58  |
| 19      | Поразка   | Гарі Гудрідж       | Нокаут                                       | PRIDE 1                            | 1997-10-11      | 1     | 4: 57  |
| 18      | Перемога  | Шон Алварез        | Нокаут                                       | Pentagon Combat                    | 1997-09-27      | 1     | 0: 52  |
| 17      | Перемога  | Чак Кім            | Задушливий прийом (гільйотина)               | World Fighting Federation          | 1997-02-14      | 1     | 0: 23  |
| 16      | Поразка   | Ренцо Грейсі       | Нокаут                                       | Martial Arts Reality Superfighting | 1996-11-22      | 1     | 1: 02  |
| 15      | Нічия     | Марко Гуас         |                                              | World Vale Tudo Championship 2     | 1996-11-10      | 1     | 31: 12 |
| 14      | Перемога  | Джо Чарлез         | Больовий прийом (важіль коліна)              | World Vale Tudo Championship 1     | 1996-08-14      | 1     | 4: 42  |
| 13      | Поразка   | Рюсі Янагісава     | Роздільне рішення суддів                     | Pancrase: Truth 5                  | 1996-05-16      | 1     | 15: 00 |
| 12      | Поразка   | Ден Северн         | Одностайне рішення суддів                    | Ultimate Ultimate 1995             | 1995-12-16      | 1     | 30: 00 |
| 11      | Перемога  | Марко Гуас         | Одностайне рішення суддів                    | Ultimate Ultimate 1995             | 1995-12-16      | 1     | 18: 00 |
| 10      | Перемога  | Дейв Бенетау       | Больовий прийом (утиск ахіллового сухожилля) | Ultimate Ultimate 1995             | 1995-12-16      | 1     | 1: 15  |
| 9       | Нічия     | Кен Шемрок         |                                              | UFC 7: The Brawl in Buffalo        | 1995-09-08      | 1     | 33: 00 |
| 8       | Перемога  | Девід «Танк» Еббот | Задушливий прийом                            | UFC 6: Clash of the Titans         | 1995-07-14      | 1     | 17: 45 |
| 7       | Перемога  | Ентоні Масіас      | Задушливий прийом (гільйотина)               | UFC 6: Clash of the Titans         | 1995-07-14      | 1     | 0: 09  |
| 6       | Перемога  | Дейв Бенетау       | Задушливий прийом                            | UFC 6: Clash of the Titans         | 1995-07-14      | 1     | 0: 57  |
| 5       | Поразка   | Ден Северн         | Технічний нокаут                             | UFC 5: The Return of the Beast     | 1995-04-07      | 1     | 4: 21  |
| 4       | Перемога  | Ерні Вердіціа      | Задушливий прийом                            | UFC 5: The Return of the Beast     | 1995-04-07      | 1     | 2: 23  |
| 3       | Перемога  | Максим Кузін       | Задушливий прийом                            | White Dragon: Day Three            | 1993-10-23      | 1     | 1: 11  |
| 2       | Перемога  | Артур Алмаєв       | Технічний нокаут                             | White Dragon: Day Two              | 1993-10-22      | 1     | 4: 25  |
| 1       | Перемога  | Васкас Хілма       | Задушливий прийом                            | White Dragon: Day Two              | 1993-10-22      | 1     | 0: 24  |

#### Спортивний коментатор
У 2007 році Олег Тактаров спробував себе в ролі спортивного коментатора на події «M-1 — vs Russia. Europe», проведеній російською компанією «M-1 Global». Однак, судячи з відгуків глядачів, цей дебют Олега виявився невдалим: його розкритикували за дуже розлогі коментарі, які мало стосуються самого поєдинку.

### Акторська кар'єра
Олег Тактаров з дитинства мріяв стати актором і зніматися в голлівудському кіно. Для здійснення своєї мрії, в 1994 році, без грінкарти і знання англійської мови, він відправився в США. Але для того, щоб стати актором, потрібні або гроші, або широка популярність. З метою заробити гроші, Олег вирішив виступати на різних змаганнях з єдиноборств. Завдяки своїм виступам на турнірі «Ultimate Fighting Championship (UFC)» Тактаров став знаменитий як боєць по всій Америці, особливо, ставши чемпіоном шостого турніру UFC у 1995 році. Популярність допомогла йому почати свою кінокар'єру.
Серед акторських робіт Тактарова — ролі у фільмах: «Літак президента» (1997, США), «15 хвилин слави» (2001, США), «Роллербол» (2002, США), «44 Minutes: The North Hollywood Shoot-Out» (2003, США), «Господарі ночі» (2007, США), «Хижаки» (2010, США). Також він знімався в телесеріалах «Шпигунка» (2003, США), «Полювання на ізюбря» (2005, Росія), «Морська поліція: Спецвідділ» (2008, США),  Осічка (2017).
У 2017 році Олег Тактаров, за власними словами, відповів відмовою на пропозицію Голлівуду зіграти в кіно російського військовослужбовця-карателя, який очолює групу проросійських сепаратистів, що вбивають людей на території Донбасу. Тактаров мотивував свою відмову низькою, з моральної точки зору, якістю ідеї подібного кіно.

### Робота на телебаченні
10 червня 2007 року Олег «Російський ведмідь» Тактаров взяв участь у фінальному боксерському телешоу «Король рингу» на російському «Першому каналі», що проходив в «Лужниках» (Москва). Його участь полягала у проведенні «спеціального бою» проти Дольфа Лундгрена (поза рамками основного турніру) в подарунок глядачам фіналу «Короля рингу». Боксерський «супербій» проходив за тим же правилам, що і поєдинки учасників фіналу телешоу: п'ять раундів по півтори хвилини з двохвилинними перервами між ними. Бій за очками виграв Тактаров.
У 2009 році Тактаров виступив організатором зйомок російського реаліті-шоу «Чоловічі ігри». Девіз програми — «Всім під силу бути чемпіоном». Зйомки будувалися навколо групи людей (серед яких також були 2 жінки), кожен з яких раніше колись займався бойовими мистецтвами, але потім припинив. На момент проведення зйомок вони відчували життєві труднощі, проте щоденні тренування, за задумом організаторів, дозволили б їм знайти упевненість в собі і змінитися на краще. У фіналі учасники повинні були відправитися в Лас-Вегас і взяти участь у цьому турнірі зі змішаних єдиноборств.
З 9 жовтня 2011 року по 22 січня 2012 року Олег Тактаров разом з співачкою Вірою Брежнєвою був одним з ведучих військово-патріотичного телевізійного шоу «Спеціальне завдання» на російському «Першому каналі», де їм були відведені ролі «спеціальних агентів», що ведуть у проекті свою гру і володіють величезною владою над долями армійських новобранців. Завдання «спеціальних агентів» полягала у наданні постійного психологічного впливу на новобранців за допомогою підписання з деякими з них індивідуальних контрактів на виконання того чи іншого «тіньового» завдання.

### Громадська діяльність
У 2011 році Олег Тактаров вирішив повернутися в Нижньогородську область, до рідного міста Сарова, та зайнятися громадською діяльністю. У жовтні 2011 року його призначили на посаду радника з питань спорту глави адміністрації Нижнього Новгорода Олега Кондрашова.

### Особисте життя
Перша дружина — Мілена, з якою Тактаров прожив п'ять років.
Друга дружина — Кетлін, американка, працювала начальником в'язниці суворого режиму. Олег і Кетлін познайомилися після однієї з його нечисленних поразок на ринзі. Вона надала бійцеві підтримку й допомогла вийти з психологічної кризи, після чого вони стали зустрічатися. Є син Кітон. Олег і Кетлін розлучилися через несумісність характерів.
Третя дружина — Марія, росіянка. Від третього шлюбу у Тактарова є син Микита.

## Творчість

### Фільмографія
| Рік       | Фільм                                                                     | Роль                                                                                            |
| --------- | ------------------------------------------------------------------------- | ----------------------------------------------------------------------------------------------- |
| 1997      | Абсолютна сила (США)                                                      | Борис Чехнєв, агент                                                                             |
| 1997      | Військово-юридична служба (Військові слідчі) (США)                        | Російський офіцер                                                                               |
| 1997      | Літак президента (США)                                                    | тюремник                                                                                        |
| 1999      | Термінове занурення 2 (США)                                               | Дмитро, інженер                                                                                 |
| 2001      | 15 хвилин слави (США)                                                     | Олег Розгул                                                                                     |
| 2001      | Любовні пригоди мого друга                                                | Борис                                                                                           |
| 2001      | Давай зробимо це по-швидкому (Німеччина, Франція, Велика Британія, Росія) | Борис                                                                                           |
| 2002      | Червоний змій (Росія, Німеччина)                                          | Сергій Попов, колишній агент КДБ                                                                |
| 2002      | Ролербол (США, Німеччина, Японія)                                         | Олег Денекін                                                                                    |
| 2003      | Погані хлопці 2 (США)                                                     | Джозеф Кунінскавіч                                                                              |
| 2003      | 44 хвилини: Стрілянина в Північному Голлівуді (США)                       | Еміль Матасареану                                                                               |
| 2003      | Шпигунка (США)                                                            | Гордій Волков                                                                                   |
| 2004      | Гріхи батьків                                                             | Джером Томпсон                                                                                  |
| 2004      | Скарб нації (США)                                                         | Віктор Шиппі                                                                                    |
| 2005      | Клич мене Джинн                                                           | «Уфа»                                                                                           |
| 2005      | Чоловічий сезон: Оксамитова революція (Росія, Чехія)                      | Тагілов («Скала»)                                                                               |
| 2005      | Полювання на ізюбра                                                       | Віктор Семенович Свінягін («КамАЗ»), бригадир ОПГ                                               |
| 2006      | Зрушення (Росія, Казахстан)                                               | Фетисов                                                                                         |
| 2006      | Поліція Маямі. Відділ моралі (США)                                        | Російський охоронець                                                                            |
| 2007      | Ближній бій (США, Казахстан)                                              | Олег, тренер                                                                                    |
| 2007      | Володарі ночі (США)                                                       | Павло Любарський                                                                                |
| 2007      | Підстава (США, Німеччина)                                                 | Олег                                                                                            |
| 2007      | Афганець                                                                  | Іван, радянський воїн-інтернаціоналіст, учасник війни в Афганістані                             |
| 2007      | Секунда до …                                                              | Олег, тренер                                                                                    |
| 2007      | На шляху до серця                                                         | спортсмен                                                                                       |
| 2007      | Людина без пістолета (фільм № 3 «Погоня за незнайомкою»)                  | «Кремезний»                                                                                     |
| 2007      | Солдати 13                                                                | Борис Борисович Мафонін, майор                                                                  |
| 2008      | Монтана                                                                   | Микола Уманський                                                                                |
| 2008      | Морська поліція: Спецвідділ (США)                                         | Віго Дрантієв                                                                                   |
| 2008      | Право на вбивство (США)                                                   | Євген Мугалат                                                                                   |
| 2008      | Мальтійський хрест                                                        | Віктор Павлович, колекціонер                                                                    |
| 2009      | Шлях                                                                      | ДИЛОВА, полковник                                                                               |
| 2009      | Таємниця Чингіс Хаана (Росія, Монголія, США)                              | Кучулук хан                                                                                     |
| 2009      | Хранитель                                                                 | Єгор Лозовий                                                                                    |
| 2009      | Мета                                                                      |                                                                                                 |
| 2010      | Хижаки (США)                                                              | Микола Саров, російський військовий зі спеціального загону «Альфа»                              |
| 2010      | Поєдинки (фільм № 3 «Випробування смертю»)                                | Олексій Михайлович Козлов, радянський розвідник                                                 |
| 2011      | Generation П                                                              | Вовчик «Малий»                                                                                  |
| 2011      | Втеча в небо. Дев'ятаєв                                                   | Михайло Дев'ятаєв, в'язень німецького концтабору, колишній льотчик-винищувач дивізії Покришкіна |
| 2011      | Літо вовків                                                               | Климарь                                                                                         |
| 2012      | Чоловічий сезон 2. Час гніву                                              |                                                                                                 |
| 2012      | Випереджаючи постріл                                                      | Микола Іванович Кльонов («Іванич»), командир СОБР                                               |
| 2012      | Квиток на Vegas (Росія, США)                                              | Борис, російський мафіозі з Лас-Вегаса                                                          |
| 2013      | Кур'єр з «Раю»                                                            | Данило Сергійович Демидов, кримінальний бізнесмен                                               |
| 2013      | Офіцер поранений                                                          | Олег Ємельяненко                                                                                |
| 2013      | Колишня дружина                                                           | Віктор Михайлович Лукін, старший судовий пристав, підполковник                                  |
| 2014      | Вій 3D (Україна, Чехія, Росія)                                            | Грицько                                                                                         |
| 2014—2016 | На глибині                                                                | Віктор («Монгол»)                                                                               |
| 2015      | Картина олією                                                             | професор                                                                                        |
| 2016      | Тимчасово недоступний                                                     | Микола Миколайович Деризубов, бандит                                                            |
| 2016      | Шелест                                                                    | Євген Георгійович Большов («Великий»), «кримінальний авторитет»                                 |
| 2017      | Молодий                                                                   | Роман Сергійович Карякін, охоронець, друг Белозерцева                                           |
| 2017      | Мертвий на 99 %                                                           | Хромов, агент ФСБ                                                                               |
| 2018      | Загнаний                                                                  | Григорій Романов                                                                                |
| 2018      | Полювання на злодіїв (США)                                                | Алекс, водій сміттєвоза                                                                         |
| 2018      | Осічка (США)                                                              | Лейтенант Мартинов                                                                              |
| 2018      | Останнє випробування                                                      | Парламентер з терористами                                                                       |
| 2018      | Швидка допомога                                                           | Тактаров                                                                                        |
| 2018      | Острів приречених                                                         | Степан Олександрович Прохін, дільничний інспектор міліції в місті Охотінськ                     |
| 2019      | Відчайдушні                                                               | Харон                                                                                           |
| 2019      | До швидкої зустрічі / See You Soon                                        | Руслан                                                                                          |
| 2021      | Горбоконик                                                                | Воєвода                                                                                         |

### Озвучування відеоігор
| Рік  | Назва гри                  | Роль               | Примітки                            |
| ---- | -------------------------- | ------------------ | ----------------------------------- |
| 2009 | 50 Cent: Blood on the Sand |                    | У титрах вказаний як Олег Тактраров |
| 2011 | Battlefield 3              | Дмитро Маяковський |                                     |